# 小狗 (雕塑)

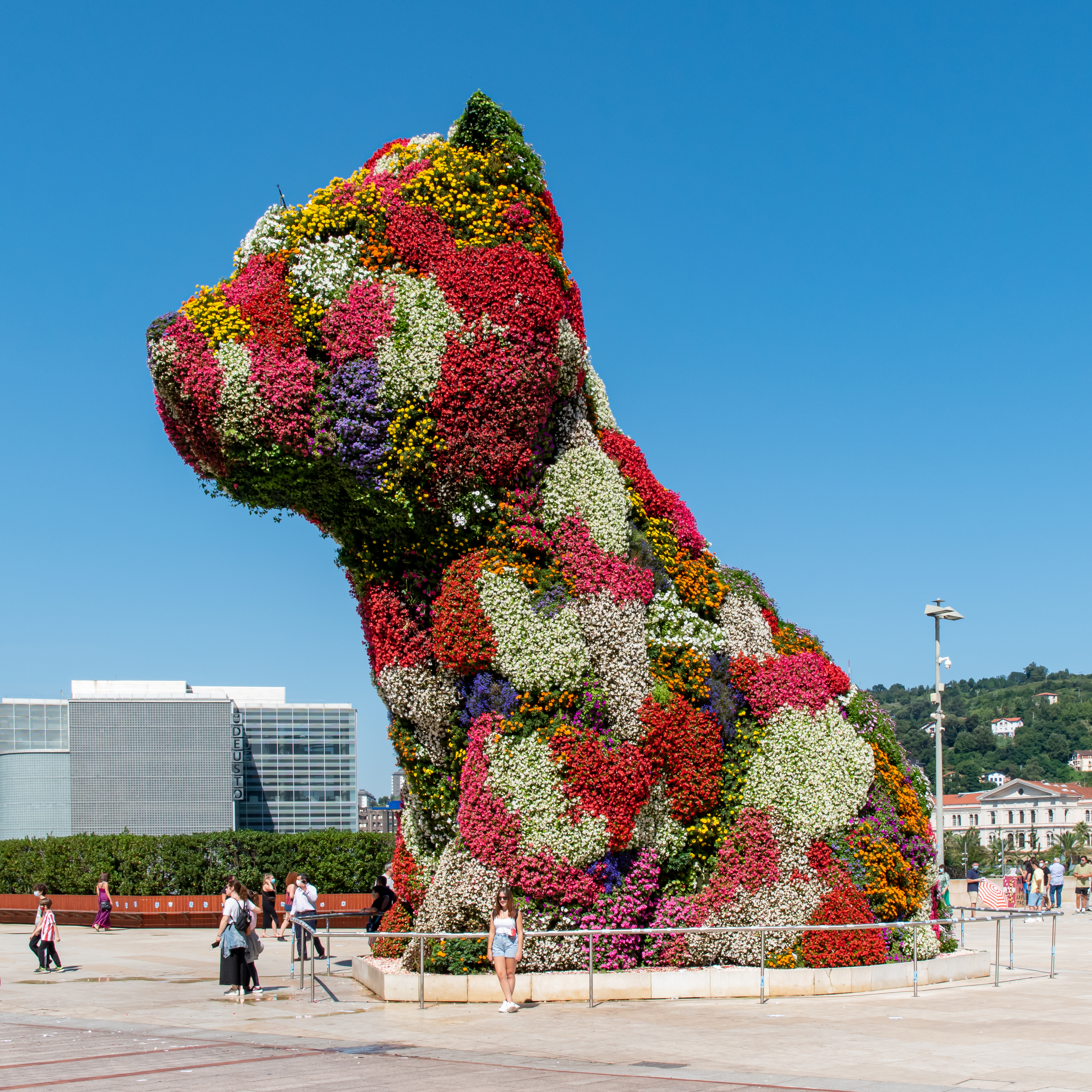

小狗（Puppy）是美国艺术家杰夫·昆斯于1992年创作的标志性现代花卉雕塑，位于西班牙巴斯克自治区毕尔巴鄂的毕尔巴鄂古根海姆美术馆前面。1997年10月安装在现在的位置。它表现一只西高地白㹴品种的苏格兰小狗 。内部为钢结构，上面覆盖大约38000 株天然植物，每年更换两次，设有内部灌溉系统。其尺寸为12.4x12.4x8.2 米，总重量为16吨。

## 改造
2021年9月27日，在使用了24年之后，开始对灌溉系统进行改造，使雕塑上的花朵焕发活力。由于2019冠状病毒病西班牙疫情，参观人数下降，古根海姆博物馆缺乏资金，于是组织了一个众筹系统来承担费用，所需金额为十万欧元。经过几个月的网络筹款，改造终于开始。此外，“Seguros Bilbao”公司达成协议，为每六个月更换一次鲜花提供资金。目的是使雕塑及其花朵的维护更具可持续性和经济可行性。
同年11月，雕塑内部钢骨架的改造工作完成，截至当时已筹集到5.2万欧元。那年秋天，对花卉雕塑进行了第一次预防性保护，包括更换和清洁结构，以及支撑花卉的不同内层。除此之外，还增加了一个新的自灌溉系统，由不同区域的湿度传感器调节。